# Gunnar Andersson (fackföreningsledare)
Gunnar Albin Andersson, född 9 april 1890 i Tjällmo, Motala kommun, död 19 oktober 1946 i Montréal, Kanada, var en svensk fackföreningsledare.

## Biografi
Gunnar Andersson var ursprungligen järnbruksarbetare. Tolv år gammal blev han fast anställd som smedhalva vid Lotorps bruk, efter att ha assisterat sin far och sin farfar vid manufaktursmedjan under skolåren. När Andersson var 25 år flyttade han tillsammans med frun Hanna (född Bodén), som han gift sig med ett år tidigare, till Hofors. i juli 1915 blev han där medlem i Metallindustriarbetarförbundets (Metall) avdelning 141.
Andersson var ombudsman 1926–1932 och därefter förbundsordförande i Metall, då han efterträdde Fritjof Ekman. Från 1926 var han ledamot av Landsorganisationens (LO) representantskap. 1936 blev han 2:e ordförande i LO. Samma år invaldes han i Internationella arbetarbyråns (nuvarande Internationella arbetsorganisationen, ILO) styrelse, som vicepresident. Under andra världskriget var han ledamot i flera betydelsefulla kungliga kommittéer. 1942 blev han ordförande i Reso AB.
1946 valdes Andersson till förbundsordförande i LO, men han hann aldrig tillträda innan han avled av lunginflammation under en tjänsteresa med Internationella arbetarbyrån i Montréal, Kanada.